# Purba Bersatu
Purba Bersatu is een bestuurslaag in het regentschap Humbang Hasundutan van de provincie Noord-Sumatra, Indonesië. Purba Bersatu telt 1331 inwoners (volkstelling 2010).